# Gala Rizzatto
Gala Rizzatto (Milán, Italia; 6 de septiembre de 1975), conocida simplemente como Gala, es una cantante y compositora italiana. Es una artista de culto de eurodance, que desapareció de escena en la cima de su carrera.
Lanzó el álbum "Come into my life" en 1997 con los éxitos: "Freed from Desire", "Let a Boy cry", "Come into my Life" y "Suddenly". La canción "Freed from Desire" fue un éxito mundial, seguido de muchos más sencillos de éxito, sobre todo en Europa. Realizó una gira por Europa, donde la acompañó el bailarín de flamenco Rafael Amargo, sobre todo para la puesta en escena del sencillo "Come into my life", coreografía basada en el flamenco, género del que Gala es una gran admiradora.
Después de una larga pausa en su carrera, en 2005 lanzó un nuevo sencillo, "Faraway", que consiguió el número cinco en Grecia. Actualmente Gala vive entre Europa —donde hace conciertos y presentaciones de forma regular— y Nueva York, Estados Unidos.

## Discografía

### Álbumes
- Come into my life (1997)
- Gala Remixes (1998)
- Coming into a decade (10th Anniversary) (2007), sólo en descarga digital
- Tough love (2009)

### Sencillos
- "Everyone Has Inside" (1995)
- "Freed from Desire" (1996)
- "Let a Boy Cry" (1997)
- "Come into My Life" (1997)
- "Suddenly" (1998)
- "Everyone Has Inside" (Eiffel 65 remix) (2000)
- "Faraway" (2005)
- "I Like The Way You"
- "Loose Yourself" (2012)
- "Taste Of Me" (2013)
- "The Beautiful" (2014)
- "Nameless Love" (From the Original Soundtrack Favola) (2018)
- "Happiest Day of My Life" (From the Original Soundtrack Favola) (2018)
- "Parallel Lines" (2021)